# Герои Социалистического Труда Бурятии
В настоящий список включены:

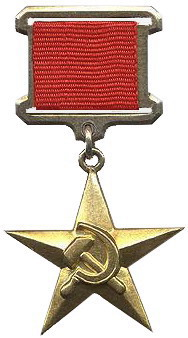
Золотая медаль «Серп и Молот»

- Герои Социалистического Труда, на момент присвоения звания проживавшие на территории современной Республики Бурятии, — 67 человек;
- уроженцы Бурятии, удостоенные звания Героя Социалистического Труда в других регионах СССР, — 10 человек;
- Герои Социалистического Труда, прибывшие в Бурятию на постоянное проживание из других регионов, — 3 человека;
- лишённые звания Героя Социалистического Труда — 1 человек.

В таблицах отображены фамилия, имя и отчество Героев, должность и место работы на момент присвоения звания, дата Указа Президиума Верховного Совета СССР, отрасль народного хозяйства, место рождения/проживания, а также ссылка на биографическую статью на сайте «Герои страны». Формат таблиц предусматривает возможность сортировки по указанным параметрам путём нажатия на стрелку в нужной графе.

## История
Первым в Бурят-Монгольской АССР (как называлась республика до 1958 года) звания Героя Социалистического Труда был удостоен начальник комплексной бригады Улан-Удэнского паровозоремонтного завода Григорий Игнатович Коваленко, которому эта высшая степень отличия была присвоена Указом Президиума Верховного Совета СССР от 5 ноября 1943 года за особые заслуги в обеспечении перевозок для фронта и народного хозяйства и выдающиеся достижения в восстановлении железнодорожного хозяйства в трудных условиях военного времени.
Большинство Героев Социалистического Труда в Бурятии приходится на сельскохозяйственную отрасль — 37 человек; строительство (в основном транспортное) — 8; транспорт — 7; лесная промышленность — 5; лёгкая, пищевая промышленность — по 2; машиностроительная, угольная, металлургическая промышленность, геология, образование, культура — по 1.

## Уроженцы Бурятии, удостоенные звания Героя Социалистического Труда в других регионах СССР
| №  | Фамилия, имя, отчество         | Даты жизни              | Деятельность | Дата присвоения | Отрасль        | Место рождения       | ГС        |
| -- | ------------------------------ | ----------------------- | --- | --------------- | -------------- | -------------------- | --------- |
| 1  | Власов Михаил Калистратович    | 1911 — ????             | Бригадир морского ставного невода Кихчикского рыбокомбината Главкамчатрыбпрома, Камчатская область | 02.03.1957      | рыбхоз         | Тарбагатайский район | [ ГС 1 ]  |
| 2  | Данзанов Бадма Цыренович       | 1923 — 20.05.1992       | Старший чабан колхоза имени Ильича Оловяннинского района Читинской области | 12.03.1982      | сельхоз        | Закаменский район    | [ ГС 2 ]  |
| 3  | Малыхин Михаил Михайлович      | 13.09.1938 — 22.04.2015 | Бригадир комплексной бригады строительного управления № 49 треста «Красноярскалюминстрой» Министерства строительства предприятий тяжёлой индустрии СССР                                                                                     | 08.01.1974      | строительство  | Улан-Удэ             | [ ГС 3 ]  |
| 4  | Михайлов Николай Михайлович    | 24.12.1928 — 2009       | Бригадир комплексной бригады строительно-монтажного управления «Жилстрой» треста «Иркутскалюминстрой» Министерства промышленного строительства СССР, Иркутская область                                                                      | 08.01.1974      | строительство  | Бичурский район      | [ ГС 4 ]  |
| 5  | Новолодский Алексей Борисович  | 30.03.1930 — 02.07.1994 | Бригадир слесарей-монтажников управления механизированных работ Вилюйгэсстроя Министерства энергетики и электрификации СССР, Якутская АССР                                                                                                  | 12.03.1971      | энергетика     | Прибайкальский район | [ ГС 5 ]  |
| 6  | Носаль Григорий Арсентьевич    | 22.11.1922 — 17.10.2005 | Капитан-директор рыболовного морозильного траулера «Аргунь» Калининградской базы экспедиционного, китобойного и тунцеловного флота Министерства рыбного хозяйства СССР                                                                      | 26.04.1971      | рыбхоз         | Кабанский район      | [ ГС 6 ]  |
| 7  | Панчуков Иван Алексеевич       | 26.11.1931 — 22.08.2015 | Первый секретарь Усть-Кутского горкома КПСС, Иркутская область | 25.10.1984      | госуправление  | Окинский район       | [ ГС 7 ]  |
| 8  | Прянишников Дмитрий Николаевич | 09.11.1865 — 30.04.1948 | Директор Научного института по удобрениям, заведующий кафедрой Московской сельскохозяйственной академии имени К. А. Тимирязева, академик Академии наук СССР и Всесоюзной академии сельскохозяйственных наук имени В. И. Ленина, гор. Москва | 10.06.1945      | наука          | Кяхтинский район     | [ ГС 8 ]  |
| 9  | Радовский Виталий Петрович     | 11.05.1920 — 13.09.2001 | Начальник и главный конструктор Конструкторского бюро энергетического машиностроения Министерства общего машиностроения СССР, Московская область                                                                                            | 12.08.1976      | машиностроение | Улан-Удэ             | [ ГС 9 ]  |
| 10 | Утенков Куприян Григорьевич    | 22.04.1922 — 17.03.1999 | Начальник участка Московского автомобильного завода имени И. А. Лихачёва Министерства автомобильной промышленности СССР | 05.04.1971      | машиностроение | Бичурский район      | [ ГС 10 ] |

## Герои Социалистического Труда, прибывшие в Бурятию на постоянное проживание из других регионов
| № | Фамилия, имя, отчество          | Даты жизни  | Деятельность | Дата присвоения | Отрасль       | Место проживания | ГС       |
| - | ------------------------------- | ----------- | --- | --------------- | ------------- | ---------------- | -------- |
| 1 | Козлова Мария Георгиевна        | 1927 — ???? | Телятница совхоза «Зерентуевский» Калганского района Читинской области                                                                                            | 22.03.1966      | сельхоз       |                  | [ ГС 1 ] |
| 2 | Мудров Александр Лукьянович     | 1929—2001   | Бригадир бетонщиков строительно-монтажного поезда № 183 на строительстве железнодорожной линии Сталинск — Абакан, Хакасская автономная область Красноярского края | 19.05.1960      | строительство | Северобайкальск  | [ ГС 2 ] |
| 3 | Таракановский Панфил Евгеньевич | 1906 — ???? | Звеньевой семеноводческого совхоза «Сибиряк» Министерства совхозов СССР, Тулунский район Иркутской области                                                        | 03.05.1948      | сельхоз       |                  | [ ГС 3 ] |

## Лица, лишённые звания Героя Социалистического Труда
| № | Фамилия, имя, отчество       | Даты жизни  | Деятельность | Дата присвоения | Дата лишения | Отрасль | Место рождения | ГС       |
| - | ---------------------------- | ----------- | --- | --------------- | ------------ | ------- | -------------- | -------- |
| 1 | Хайруллин Шейхи Шайхатарович | 1909 — ???? | Директор Оренбургского научно-исследовательского института молочно-мясного животноводства Министерства сельского хозяйства СССР | 31.12.1961      | 11.06.1964   | наука   | Улан-Удэ       | [ ГС 1 ] |